# Ángel Remigio Rosado
Ángel Remigio Rosado (Bacalar, Yucatán, 2 de octubre de 1800 - ibídem, 2 de julio de 1849) fue un militar mexicano. Participó en la Guerra de Castas, murió durante la defensa del fuerte de San Felipe Bacalar.

## Semblanza biográfica
Sus padres fueron el militar José María Rosado y la guatemalteca María Bernardina Estévez. Al igual que su padre —de quien recibió sus primeras instrucciones—, optó por la carrera militar. Fue conocido y respetado en su ciudad natal debido a que solía mediar las disensiones entre sus pobladores, y, a que en 1833, durante una epidemia de cólera, participó activamente en el acopio de medicamentos. Llegó a obtener el rango de mayor.
El 30 de julio de 1847 —en la entonces independiente República de Yucatán—, inició el conflicto conocido con el nombre de la Guerra de Castas. La población indígena maya se rebeló en Tepich y avanzó rápidamente tomando Peto, Valladolid, Izamal y otros doscientos pueblos. El mayor Ángel R. Rosado participó en diversos enfrentamientos. Se encontraba en la ciudad de Mérida cuando recibió órdenes del gobierno yucateco para defender la plaza de Bacalar. Bajo las órdenes del coronel José Dolores Cetina, y en compañía del teniente coronel Isidro González, se estableció en el fuerte de San Felipe el 4 de mayo de 1849. Dos semanas más tarde, fuerzas rebeldes al mando de Jacinto Pat, Isaac Pat, José María Tzuc y Cosme Damián Pech, comenzaron el asedio al fuerte. Durante la confrontación del día 29 de junio, el mayor Ángel Remigio Rosado recibió cinco balazos en su costado izquierdo. A consecuencia de las heridas, falleció el 2 de julio de 1849.